# La principessa splendente (romanzo)
La principessa splendente (When the World Shook) è un romanzo fantastico del 1919 di Henry Rider Haggard.
In quest'opera, H. Rider Haggard dà spazio a temi lui cari come la reincarnazione delle anime e l'incontro con civiltà perdute in luoghi remoti della Terra.

## Trama
Humphrey Arbuthnot è un gentiluomo inglese che ha fatto fortuna e, grazie alla sua agiatezza, riesce a riunire due suoi ex compagni di scuola per farli lavorare nel suo paese. I due amici sono: Basil Bastin, un prete dalla fede incrollabile e il medico Bickley, la cui unica fede è la scienza.
Humphrey rimane vedovo subito dopo il matrimonio e decide di viaggiare in seguito all'ultimo desiderio espresso dalla moglie, che in punto di morte gli dice di seguire il suo istinto a di viaggiare laddove il suo istinto lo conduceva, perché là, ovunque fosse, si sarebbero rincontrati.
Accompagnato dai due amici e dal fedele cane Tommy, partono per i mari del sud, ma, in seguito ad una terribile tempesta, la loro nave fa naufragio sull'isola di Orofena dove vive una popolazione indigena che dice di adorare il dio Oro. I selvaggi sembrano accogliere bene i visitatori, ma, a seguito di alcune intromissioni religiose da parte di Bastin, si rivoltano e cercano di ucciderli.
I tre inglesi e il loro cane trovano rifugio su un'isola all'interno di un lago che si trova al centro di Orofena. Qui si nascondono in una grotta e trovano due corpi in animazione sospesa. I due sono gli ultimi rappresentanti della razza chiamata "Figli della Sapienza", esseri umani dotati di poteri straordinari che avevano governato la Terra migliaia di anni prima. I due vengono risvegliati e dicono di essere padre e figlia e di chiamarsi Oro e Yva.
Inizialmente i due esseri, sembrano essere un po' impacciati, ma poi paiono essere mano a mano più a loro agio con il passare dei giorni, fino a quando non iniziano a comunicare bene con i loro nuovi conoscenti. Yva specialmente manifesta un ottimo feeling proprio con Arbuthnot, mentre Oro pare più interessato a sapere cosa accade nel mondo. Egli infatti rivela che il loro sonno era durato 250.000 anni e che si erano addormentati dopo che una guerra terribile, con le nazioni di quel tempo aveva distrutto la loro razza.
Oro aggiunge anche che per vendicarsi di quegli uomini, aveva causato un terribile cataclisma che aveva distrutto tutta la civiltà. Yva intanto inizia una vera relazione con Humphrey e lo avvisa di stare attento a suo padre perché grande può essere la sua collera. Il vecchio re infatti, attraverso una sorta di viaggio astrale riesce a proiettare il suo spirito ovunque nel mondo, e vedendo il mondo sconvolto dagli orrori della prima guerra mondiale, decide che gli uomini non sono cambiati e che è necessario un nuovo cataclisma per spazzare via quegli orrori.
I tre inglesi vengono quindi portati nelle viscere della Terra dove il vecchio Oro è in grado di sconvolgere il mondo, variando l'equilibrio delle terre emerse. Quando però è tutto pronto Yva si oppone a suo padre e rimane uccisa nel tentativo. Il padre, affranto, prima vuole vendicarsi, ma capendo che questo non servirà a nulla lascia tornare in superficie i tre uomini e il loro amico a quattro a zampe.
Una volta in superficie si riescono ad imbarcare su una scialuppa e a prendere il mare dove poi vengono raccolti da una nave di passaggio e possono finalmente tornare in patria.